# José María Calatrava
José María Calatrava Peinado (Mérida, 26 de febrero de 1781-Madrid, 16 de enero de 1846) fue un político y jurista español.

## Biografía
Estudiaba Derecho en Sevilla cuando estalló la guerra frente a los franceses, participando muy activamente en contra de la ocupación militar desde la Junta Suprema de Extremadura, donde fue elegido diputado en 1810 en representación de Badajoz, participando de forma importante en las Cortes de Cádiz. 
Tras la restauración absolutista de 1814 fue preso y encarcelado en Melilla, en el Fuerte de Victoria Grande hasta que es amnistiado con ocasión de la llegada al poder de los liberales en 1820, siendo nombrado magistrado del Tribunal Supremo y desde 1822 hasta 1823, ministro de Gracia y Justicia como uno de los principales exponentes del llamado partido progresista (1836-1837) y miembro fundador de la Sociedad Constitucional, también conocida como Sociedad del Anillo.
El fin del Trienio liberal supuso su exilio en Portugal, Inglaterra y Francia, junto a su hermano, Ramón María de Calatrava. Con la muerte de Fernando VII y la llegada de la regencia de María Cristina regresa a España y tras el motín de la Granja de San Ildefonso es nombrado presidente del Consejo de Ministros, en sustitución de Francisco Javier de Istúriz encargando la cartera de Hacienda a Mendizábal para que completara la reforma de la hacienda pública. En 1837 cesa como presidente en beneficio de Eusebio Bardají Azara. Diputado y senador, se hizo cargo en dos ocasiones de la presidencia del Congreso durante un breve plazo de tiempo (del 9 de octubre al 9 de noviembre de 1820 y del 10 de septiembre al 18 de octubre de 1839). Entre 1840 y 1843 ostentó la presidencia del Tribunal Supremo.
La figura de Calatrava, según Antonio Alcalá Galiano «perteneciente a un partido medio entre el moderado y el exaltado», ha sido reivindicada recientemente por Pedro J. Ramírez en La desventura de la libertad. José María Calatrava y la caída del régimen constitucional español en 1823, partiendo del análisis de los archivos privados de Calatrava y sus apuntes de la etapa final de Trienio Liberal, no destinados a la publicidad. De ese análisis, en el plano de la teoría política, la figura de Calatrava destaca como el primero en plantear en España la introducción en la legislación de la moción de censura, que hubiera permitido superar el problema de funcionamiento que se derivaba de la constitución gaditana, que hacía depender a los ministros exclusivamente de la voluntad del rey al tiempo que se les exigía responder ante las Cortes.
| Predecesor: Francisco Javier de Istúriz (interino) | Presidente del Consejo de Ministros de España 1836 - 1837 | Sucesor: Ildefonso Díez de Rivera |
| Predecesor: Francisco Javier de Istúriz            | Ministro de Estado 1836 - 1837                            | Sucesor: Baldomero Espartero      |
| Predecesor: Francisco Fernández del Pino           | Presidente del Tribunal Supremo 1840 - 1843               | Sucesor: Nicolás María Garelli    |